# Tápióság
Tápióság is een plaats (község) en gemeente in het Hongaarse comitaat Pest. Tápióság telt 2701 inwoners (2001).